# 新港经济开发管理处
新港经济开发管理处是中华人民共和国湖北省十堰市丹江口市下辖的一个类似乡级单位。

## 行政区划
下辖以下地区：
新港社区居民社区和陈家港村。